# Andria
Andria (barese Iàndrie) je mesto in občina z okoli 100.000 prebivalci v Apuliji (južna Italija). Je kmetijski in storitveni center, kjer pridelujejo vino, oljke in mandlje. Je četrta največja občina v deželi Apulija (za Barijem, Tarantom in Foggio) in največja občina v pokrajini Barletta-Andria-Trani. Znano je po gradu Castel del Monte iz 13. stoletja.

## Geografija
Mesto leži na območju Murgia in je 10 km oddaljeno od Barlette in jadranske obale. Občina, 16. po območju v Italiji , meji na Barletto, Canosa di Puglia, Corato, Minervino Murge, Ruvo di Puglia, Spinazzola in Trani.

## Zgodovina
Obstajajo različne teorije o izvoru Andrie. Leta 915 se omenja kot casale (zaselek), odvisen od Tranija; status mesta je dobil okoli leta 1046, ko je normanski grof Peter razširil in utrdil naselja na tem območju (tudi Barletta, Corato in Bisceglie).
V 14. stoletju je Andria pod Anžujci postal sedež vojvodine. Leta 1350 so ga oblegali nemški in langobardski plačanci madžarske vojske, leta 1370 pa čete neapeljske kraljice Joane I. Leta 1431 je vladar Andrije Francesco II. Del Balzo našel posmrtne ostanke svetega Riharda Andrijskega, sedanjega zavetnika in ustanovil Andrijski sejem (23.–30. april). Leta 1487 so mesto prevzeli Aragonci, vojvodina pa je prešla na bodočega neapeljskega kralja Friderika IV.. Kasneje (1552) so jo Španci prodali Fabriziju Carafi za 100.000 dukatov.
Carafas je vladal mestu do leta 1799, ko so ga francoske čete po dolgem obleganju zavzele. Po obnovi Burbonov je bil Andria protagonist Risorgimenta in po združitvi Italije, razbojniške dobe.

## Glavne znamenitosti
Andria je bil najljubša rezidenca cesarja Friderika II., ki je v 13. stoletju zgradil impozanten Castel del Monte približno 15 km južno od središča mesta; je eden najbolj znanih italijanskih gradov in je bil leta 1996 uvrščen na Unescov seznam svetovne dediščine.
Druge znamenitosti so:
- Stolnica iz 12. stoletja, ki ima kripto iz 7. stoletja
- Vojvodska palača, utrjena rezidenca, obnovljena v 16. stoletju
- San Domenico (14. stoletje, večinoma obnovljena v naslednjih stoletjih). Cerkev vsebuje doprsni kip vojvode Francesca II. Del Balza, ki ga pripisujejo Francescu Lauranu, in leseno skulpturo Madone z otrokom iz 16. stoletja.
- Sant'Agostino, cerkev, ki so jo v 13. stoletju zgradili tevtonski vitezi, ki so jo prvotno posvetili enemu od svojih zavetnikov, svetemu Leonardu. Cerkev so kasneje predali benediktincem, avguštinci pa so jo po obleganju leta 1350 obnovili. Glavna zanimivost so vrata v gotskem slogu z dragocenimi reliefi in grbi družin Del Balzo in Anžu ter cerkev, kot tudi Tevtonski orli.
- San Francesco, cerkev in samostan s križnim hodnikom (12. stoletje)
- Komunalna palača
- Santa Maria dei Miracoli (16. stoletje), bazilika svetišča, 2 kilometra iz mesta, v kateri je spoštovana bizantinska ikona iz 9.-10. stoletja. Bazilika je na treh različnih nivojih. Spodnji in najstarejši obsega dvorano z glavno in dvema stranskima ladjama, z okrasjem, ki prikazuje zgodbe iz Geneze. Srednji nivo (Tempietto) ima tri arkade iz polikromnih marmorjev in je dom bizantinske ikone. Pred zgornjim nivojem, baziliko iz 18. stoletja, ki jo je zasnoval Cosimo Fanzago, stoji še ena cerkev, posvečena Svetemu Križu in okrašena s freskami, ki prikazujejo Kristusov pasijon.
- San Nicola di Myra, cerkev iz 12. stoletja, z naknadnimi prenovami
- Cerkev sv. Križa (9. stoletje). Triladijska cerkev, ladje so ločene s štirimi pilastri. Kripta je bila vkopana v tuf in vključuje nekaj naravnih jam.
- Cerkev Santa Maria di Porta Santa (13. stoletje).

## Pomembni ljudje
- Peter I. Tranija, znan kot Petronius, prvi normanski grof v Traniju
- Konrad IV. Nemški, kralj Jeruzalema (kot Conrad II.), švabski vojvoda, kralj Nemčije, kralj Italije (kot Konrad IV.), kralj Sicilije. (Konrad I.)
- Izabella II. Jeruzalemska, (1212 – 1228) pokopana v kripti stolnice
- Izabela Angleška, (1214 – 1241) kraljica Sicilije in Nemčije, pokopana v kripti stolnice
- Farinelli, (1705 – 1782) italijanski pevec
- Richard of Andria, (umrl 1196), škof
- Vincenzo Carafa, (1585 – 1649), jezuit, pisatelj
- Tuccio D'Andria, (pozno 15. st.), slikar
- Isabella del Balzo, (1465 – 1533), neapeljska kraljica
- Antonia of Baux, (1355 – 1374), kraljica, žena kralja Friderika III. Sicilskega

## Mednarodni odnosi
Andria pobratens z:
- Alberobello, Italija
- Monte Sant'Angelo, Italija, od 2013